# ترييقو
ترييقو هي كومونا في محافظة مونزا وبريانزا في مقاطعة لومبارديا في إيطاليا، وتقع على بعد حوالي 25 كيلومتر (16 ميل) شمال شرق ميلانو.
ويوجد فيها فيلا جاكيني التي تقع في قرية زوكون روباساكو، وهي تراث ثقافي يقع في ملكية خاصة.

## روابط خارجية
- الموقع الرسمي